# 蒼き狼たちの伝説
『銀河帝国の滅亡・外伝 蒼き狼たちの伝説』（ぎんがていこくのめつぼう・がいでん あおきおおかみたちのでんせつ）は、1996年にフェニックス・エンタテインメントが製作・販売したボーイズラブアニメ。全1巻（未完）。
完全18禁の「銀河帝国の滅亡・外伝 蒼き狼たちの伝説X」（45分）と表現を修正した一般版「銀河帝国の滅亡・外伝 蒼き狼たちの伝説R」（35分）の二種類がある。

## 概要
『ジャイアントロボ THE ANIMATION -地球が静止する日』のスタッフが結集した本格SFアニメ。続編が制作される予定だったがジャイアントロボ最終話の制作に追われて制作は中断したまま現在に至る。
いわゆる「やおい」物ではなく、軍隊内における本格的な同性愛作品として作られている。ゲイ雑誌『薔薇族』の協力もあった。
海外でも『Hot Space Cowboys』『Legend of the Blue Wolves』などのタイトルで流通している。
1996年3月1日に「X」のVHS版が通信販売のみで発売開始（1996年12月16日にLD版と同時に一般発売開始。同時に「R」版も発売・レンタル開始。）。その後、「幻の作品」とされていたが、2005年3月4日には復刻版DVD版が発売された。
『manga純一』1996年10月号（1996年10月1日発行/光彩書房）に相沢たつきによるコミック化第3回が掲載されている。その後『ブレス』でもコミックが掲載された。単行本は未発売。

## あらすじ
西暦2199年、太陽系内の惑星間ネットワークを築き繁栄していた人類に、地球外の知的生体であるアポカリプスが戦闘を仕掛けてきた。アポカリプスとの戦いで敗北を繰り返した人類は、若き士官候補生たちも戦闘へと駆り出されていき、特殊な能力を秘めた仕官候補生のジョナサンは冥王星の最前線へと送られることになる。

## 登場人物
声優は非公開。
- ジョナサン・タイベリアス
- レナード・シュテンベルグ
- コンチネンタル

## 設定・用語
- アポカリプス
- パワードスーツ

## スタッフ
- 原案 - 山木泰人、浦田保則, 伊達 憲星
- 脚本 - 丁子屋銀蔵
- 絵コンテ - 浦田保則
- 絵コンテ協力 - 宮沢努
- キャラクターデザイン - もんちあきら
- メカニックデザイン - 小林誠、武藤技闇
- 音楽 - 天野正道
- 演奏 - シンフォニック・オーケストラ・オブ・フェニックス
- 作画監督 - もんちあきら、村神輝章
- メカニック作画監督 - 武藤技闇
- 美術監督 - 脇威志
- 色彩設計 - 脇喜代子
- 撮影監督 - 安原吉晃
- 編集 - 西山茂
- 音響監督 - 鶴岡陽太
- 録音 - 阿部幸男
- 効果 - 神保大介
- プロデューサー - 熊野竜二
- 企画・聡合プロデューサー - 山木泰人
- 監督 - 浦田保則
- 原画 - 橋本義美、宮澤努、内野明雄、斉藤恒徳、柳沢晃司、佐藤昌文、村松尚雄、林康弘、小森良、上野賢、中島忠二、田中二郎、後藤雅巳、佐藤憲、平山智、羽山賢二、笠見四郎、珍小鋤
- 動画チェック - 市川敬三、佐光幸恵、児玉和子
- 色指定 - 瞳杏子
- 仕上検査 - 炉瓶、田崎有理
- 背景 - （有）GREEN
- 特効 - （有）ビジュアルワークショップ、山本公
- 撮影 - （株）フェニックス撮影部
- 編集 - タバック
- 音響制作 - アーツ・プロ
- 録音 - アバコ・クリエイティブスタジオ
- 効果 - スワラ プロ
- 現像 - 東映化学工業（株）
- 宣伝 - 風間俊輝、相崎剛潔
- 協力 - （株）ヤコ、薔薇族、フェニックス・エンタテインメント・FC
- アニメーション制作 - フェニックス・エンタテインメント
- 発売 - デジタルワークス株式会社

## 主題歌
「蒼き狼たちの伝説」
作詞 - 石原慎一 / 作曲・編曲 - 天野正道 / 唄 - 石原慎一

## 映像ソフト

### VHS
- 銀河帝国の滅亡・外伝 蒼き狼たちの伝説X VOL.1 7番目の男（18禁） SHVA-1009
- 銀河帝国の滅亡・外伝 蒼き狼たちの伝説R VOL.1 7番目の男 SHVA-1010

### LD
- 銀河帝国の滅亡・外伝 蒼き狼たちの伝説X VOL.1 7番目の男（18禁） SHLA-1009

### DVD
- 銀河帝国の滅亡・外伝 蒼き狼たちの伝説X VOL.1 7番目の男（18禁） SD-002
  - 特典：予告編（2種類：先行バージョン／ハードバージョン）、主題歌フルバージョン、キャラクター設定集、他

## 関連商品
- サウンドトラック - BOYS LEGEND[3]
  - 『センシティブ・ポルノグラフ』のサウンドも収録[3]。